# 澤布洛濟
50°6′7″N 25°45′59″E / 50.10194°N 25.76639°E
澤布洛濟（烏克蘭語：Зеблази），是烏克蘭的村落，位於該國西部捷爾諾波爾州，由克列梅涅茨區負責管轄，始建於1700年，面積3平方公里，2001年人口149，人口密度每平方公里49.7人。